# 대전복용초등학교
대전복용초등학교(大田伏龍初等學校)는 대한민국 대전광역시 유성구에 있는 공립 초등학교이다.

## 연혁
- 2022년 3월 1일 : 이전한 옛 유성중학교 교사에서 대전원신흥초등학교 복용분교로 임시 개교[1]
- 2024년 3월 1일 : 대전복용초등학교로 분리 및 정식 개교